# Index/Indexálnost
Index (z latiny „něco, co ukazuje“; „indikátor“) je typ znaku, který je v přímém (kauzálním, fyzickém) vztahu a kontaktu s označovaným objektem. Není tedy založen na podobnosti jako ikón, ani na konvenci jako symbol. Indexálností bychom mohli chápat způsob, jakým znak označuje svůj objekt.

## Obecná charakteristika
Charles Sanders Peirce (1839–1914) ve svém díle Grammatica Speculativa (vydaném v druhém svazku jeho Collected Papers; v češtině vydáno např. v Palkově Sémiotice, 1997) vydělil tři kategorie, trichotomie znaků – každá z těchto tří kategorií dále obsahuje tři typy znaků. Typy znaků v těchto trichotomiích se mohou dále kombinovat, a proto Peirce vyděluje dalších deset tříd znaků, později dokonce až šedesát šest tříd. Trichotomie jsou v podstatě tři různé pohledy na znak, či na jeho části.

## Peircovy trichotomie znaku. Index, ikón, symbol. Indexálnost znaku
První trichotomie je vydělena na základě vlastní materiální povahy znaku, druhá dělí znaky podle vztahu k označovanému objektu a třetí podle vztahu k interpretantu. Nejznámější a nejužívanější je trichotomie druhá, která vyděluje ikón, index a symbol jako znaky pro tři možná různá vyjádření sémiotického vztahu mezi znakem a objektem. Peirce ji také považoval za základní.
V díle Grammatica Speculativa Peirce charakterizuje index pomocí několika kritérií: index je „znak vztahující se k objektu, který denotuje tak, že je tímto objektem opravdu ovlivněn […]. Pokud je index ovlivněn objektem, má nutně nějakou kvalitu s objektem společnou, a právě vzhledem k ní se k tomuto objektu vztahuje […], není tu důležitá podobnost s objektem […], ale modifikace znaku objektem“. Peirce index považoval také za „fragment odtržený od objektu, přičemž oba tvoří svou existencí jeden celek nebo část takového celku“. Jinde píše, že „index je fyzicky spojen se svým objektem; index a objekt vytvářejí organickou dvojici“, jelikož „index je znak, který by ihned ztratil rys, který ho činí znakem, kdyby jeho objekt byl odstraněn; ale neztratil by tento rys, kdyby nebylo interpretantu“. Interpretant se navíc na spojení znaku a objektu nepodílí, toto spojení existuje nezávisle na naší mysli, my ho pouze zaznamenáváme. Doplňme ještě jeden úhel pohledu, a to, že „cokoli, co usměrňuje pozornost, je index. Cokoli, co nás poleká, je index, pokud to značí spojení mezi dvěma částmi zkušenosti“.
O indexu, ikónu a symbolu se běžně mluví jako o znacích. Hawkes však tvrdí, že nejde ani tak o druhy znaků, jako spíše o tři různé „způsoby vztahu mezi znakem a objektem nebo označujícím a označovaným“.
Ať jde o index jako znak, nebo o indexální způsob vztahu, „označující není arbitrární, ale je přímo nějakým způsobem (fyzicky nebo kauzálně) spojeno s označovaným (bez ohledu na intenci) – toto spojení může být pozorováno nebo vyvozeno“ („the signifier is not arbitrary but is directly connected in some way (physically or causally) to the signified (regardless of intention) – this link can be observed or inferred“).
Index/indexálnost může být dále definován/a jako „konkrétní, aktuální vztah nejčastěji posloupného nebo příčinného typu“. Index někdy může být považován také za symptom označovaného objektu. Chandler dále píše, že index je nejméně konvencionalizovaný, naopak je nejpřirozenější, jelikož vztah mezi označujícím a objektem není záležitostí zvyku, tudíž je index v těchto ohledech jakýmsi protipólem symbolu. Důležitým rysem indexu je také skutečnost, že index jako jediný označuje skutečně existující objekt, index je důkazem jeho existence.
Je důležité říci, že ikón, index a symbol nejsou vyhraněné, vzájemně se vylučující typy znaků/vztahů, ale naopak jde o „[koexistenci] ve formě hierarchie, v níž jeden bude vůči druhým dvěma nevyhnutelně dominantní“.
Také Roman Jakobson si všiml, že sice existují kategoricky tři typy znaků, ale v konkrétních případech (znacích) je vztah mezi označujícím a označovaným založen na v různé míře se uplatňujících vlastnostech znaků, proto můžeme pozorovat takové přechody jako symbolický ikon, ikonický symbol atd.. Ostatně i Peirce sám tvrdil, že by bylo „těžké, ne-li nemožné najít příklad indexu absolutně čistého, nebo naopak nějaký znak absolutně zproštěný indexální povahy“. Jako příklad uveďme mapu, která zahrnuje všechny tři typy znaku. Je indexální, protože ukazuje na místo nějakého objektu, je ikonická, protože reprezentuje a napodobuje směrové a vzdálenostní vztahy věcí, a je symbolická, protože používá konvenční symboly. Dále např. Jakobson uvádí jako příklad semafor, který indexálnost spojuje s konvenčním, symbolickým označováním barvami. Sám Peirce uvádí např. fotografii, která spojuje ikoničnost s indexálností. Fotografie je podobná tomu, co reprezentuje (objektu), a zároveň je spojena s objektem fyzikálně, opticky. Jinými slovy, fotografie je indexem efektu světla, které se odráží od objektu.
Za indexální se běžně považují také znaky nalezené v přírodě – kouř, stopy, ozvěny, pachy, chutě. Stopy můžeme chápat také v širším slova smyslu jako jakékoli stopy zanechané na prostředí, např. zlomené větve stromu při průchodu lesem. Za indexy se dále považují měřicí zařízení jako teploměr, hodiny, ukazatele a směrové značky, ale i ukázání prstem a různé záznamy, např. fotografie, video, hlasová nahrávka.
Peirce uvádí sluneční a další hodiny, které indikují čas, ťukání na dveře indikuje něčí přítomnost za nimi, korouhvička ukazuje směr větru, polárka slouží jako ukazatel severu. Indexem je také díra v omítce po výstřelu, indexem může být i fyzikální částice, jelikož ukazuje na existenci jiné částice, za předpokladu, že je spojuje fyzikální síla. Zmínili jsme výše, že index může být v některých případech chápán jako symptom, proto je např. horečka indexem nemoci nebo určité emocionální chování indexem psychické nemoci.

## Druhy indexu

### Čisté (ryzí) indexy
Ačkoli Peirce napsal, že „znak je buď ikónem, indexem, nebo symbolem“, uvádí dále – jak jsme již výše citovali –, že bychom tzv. pure index asi nikde nenašli.  Avšak za téměř čisté indexy považoval Peirce ukazovací a vztažná zájmena, protože věci pouze denotují, aniž by o nich něco řekla. Stejně tak fungují i písmena na geometrickém nákresu.

### Jazykové indexy
Kromě zmíněných nejazykových indexů mohou být i indexy jazykové, resp. i jazyky mají indexální prostředky. V jazyce jsou indexálními především ukazovací zájmena (tento, tamten ap.), „vybízejí totiž posluchače, aby uplatnil své pozorovací schopnosti a tím vytvořil spojení mezi svou myslí a objektem; pokud tak ukazovací zájmeno opravdu působí – a jinak není jeho významu rozumět – přispívá k vytvoření takového spojení a je tedy indexem“. Za indexální se považují také vztažná zájmena (který, kdo ap.), která směřují pozornost (ukazují) na předcházející slova, a posesivní zájmena, která ukazují na majitele a vlastněnou věc. Dále také příslovce místa a času, příp. příslovečná zájmena (kde, tam, odtud, vpravo, vlevo).
Z jazykových indexů Peirce dále uvádí např. rozkazovací a zvolací výrazy, jako „hej“, „pozor“, „podívej“, sloužící jako ukázání, upozornění na objekt, kterým je posluchačova situace, ve které se něco děje. Indexální jsou také vlastní jména
Indexálním jazykovým znakům (zejména osobním zájmenům) se říká také „shifters“, „tj. takové výrazy, které odkazují k osobám a dalším údajům vyplývajícím z kontextu“. Termín zavedl Otto Jespersen a převzal jej např. Roman Jakobson. Přesněji řečeno, shifters jsou spíše indexální symboly, tzn. že se ve znaku kombinuje vztah označujícího a označovaného na základě konvence a vztah na základě faktické existenční souvislosti. Tak např. osobní zájmeno „já“ je symbolem, protože označuje svůj objekt na základě konvence, ale je také indexem, protože je v existenčním vztahu s mluvčím v daném kontextu, v dané promluvě. Kontextově vázaná jsou ale také ukazovací zájmena nebo zájmenná příslovce, např. toto, tady, tam. Obecně řečeno jde o výrazy pro vyjádření osobního a časoprostorového aspektu promluvy.
František Čermák rozlišil jazykové indexy na dvojí: „v jazyce jsou výrazy pro obojí, jak pro ukazování v textu z místa na místo, tak pro ukazování z něj ven na realitu, minimálně ve smyslu prostorovém a časovém“ (2000), přičemž jazykové indexy chápe jako důležité zejména ze dvou důvodů: „jednak indexy vytvářejí text, resp. jeho koherenci tím, že propojují jeho části dohromady. Jednak, chápeme-li v komunikaci arbitrárnost znaků za danou jejich symboličností, je pak jedním z hlavních cílů komunikace, skrze budování reference a referenčnosti textu, tuto symboličnost omezovat právě zapojováním indexálnosti a indexů“.

### Pravé a degenerované indexy
Peirce indexy dále dělí na pravé a degenerované. Index je pravý, pokud ke svému objektu odkazuje na základě existenční relace (vztah k objektu je existenční), tzn. že objekt indexu musí existovat. Za pravý index tak považuje např. osobní a demonstrativní zájmena. Naopak degenerovaný je index tehdy, pokud je vztah k objektu referencí, resp. vždy se musí vztahovat pouze k obrazu v mysli, ale ne nutně k reálně existujícímu objektu. Degenerovanými indexy jsou pro Peirce relativní zájmena.

### Subindexy
Peirce zmiňuje také subindexy, což jsou znaky, které jsou se svým objektem spojeny fakticky. Podle Eca jsou subindexem neverbální ukazatele a shiftery, jelikož nejsou s objektem spjaty přirozeně (jako např. stopa či symptom nemoci), ale konvenčně, přestože existuje mezi nimi a objektem i částečně kauzální spojení.

### Designations a reagents
Peirce později indexy rozdělil také na designations a reagents. Designations jsou indexy, které pouze stojí za objekty, se kterými je interpretant již seznámen, designations označují již známý objekt (jsou jimi podle Peirce např. osobní, ukazovací a vztažná zájmena, vlastní jména). Peirce tyto indexy považuje za zásadní pro komunikaci a myšlení. Reagents jsou indexy, které pomáhají objekt zjistit. Za určitý typ reagentu lze podle Sebeoka považovat Peircův příklad s dírou ve zdi po výstřelu. Sebeok také připomíná, že tyto typy znaků dobře slouží detektivní fikci a vlastně podněcují deduktivní přístup. Sám Peirce uvádí příklad s voláním o pomoc, které nám sice přímo říká, že někdo potřebuje pomoc, ale zároveň nás má přimět jednat.

## Indexálnost v umění
Výše jsme zmínili, že fotografie v sobě spojuje ikonický a indexální charakter. Chandler připomíná, že indexální jsou především neupravované snímky, avšak digitální technologie je indexálnosti zbavují a zdůrazňují naopak ikoničnost, která stojí za působivostí snímku. Přesto ale je to indexálnost, která stojí za tím, že snímky stále považujeme za objektivní záznamy reality. Proto také fotografie a nahrávky stále slouží jako důkazy např. u soudu. Schofield a kol. (2013, 4) tvrdí, že za působivostí snímku může stát právě indexálnost, protože i přes veškeré úpravy chceme snímek vnímat jako fyzicky spojený s objekty nám známými, avšak „ty nejzjevněji indexální fotografie jsou často ty, které jsou nejméně úspěšné. Čím blíže je fotografie realitě, tím méně je ,umělecká‘. Ve filmu pocit obeznámenosti poskytnutý indexálností […] dovoluje filmařům zavést fantastické prvky, aniž by byly okamžitě zavrhnuty“ („the most apparently indexival photographs […] are often those, which enjoy the least critical succes. The closer to life a photography is, the less ‚artistic‘. In movies „the sense of familiarity afforded by indexicality […] allows filmmakers to introduce elements of fantasy without them being immediately rejected“). Podobně se vyjadřuje i McMullan (2011, 9), když píše, že „divák ví, že fiktivní postavy a prostředí nejsou reálné, ale upouští od této vědomosti ve prospěch potěšení, přičemž ale sémiotická analýza filmu odhaluje, že fiktivní postavy a prostředí jsou ve skutečnosti buď ikonické (v tom, že napodobují známé označované), nebo symbolické (v tom, že vztahy mezi označujícími a označovanými musejí být naučeny, aby byly pochopeny) […] [film] vlastně neposkytuje divákovi nic než ikoničnost a symbolismus na plátně – jak v tom, že obraz filmu napodobuje herce na scéně, tak v tom, že herci na scéně napodobují diegetické postavy a prostředí“ („the viewer knows that the fictional characters and settings are not real, but chooses to relinquish this knowledge in return for pleasure“, [at the same time] „a semiotic analysis of cinema reveals that fictional characters and settings are actually either iconic (in that they resemble a known signified) or symbolic (in that the relationships between the signifiers and the signifieds must actually be learned to be understood) […] [cinema] actually provides the audience with nothing but iconicity and symbolism on screen – both in the filmic image resembling actors on a set, and in the actors on set resembling diegetic characters and locations“).
Indexální může být i typografické rozvržení např. básně, tzn. že určité grafické uspořádání řádků prozrazuje (ukazuje na) jeden z významů básní. Jde o jakousi „povrchovou indexálnost“.